# Retábulo de Oddi (Rafael)
O Retábulo de Oddi é um retábulo da Coroação da Virgem pintado em 1502-1504 pelo mestre renascentista italiano Rafael para o altar da capela da família Oddi na igreja de San Francesco al Prato em Perugia, Itália, agora na Pinacoteca do Vaticano. O retábulo, encomendado para a capela da família Oddi em San Francesco al Prato em Perugia, foi levado para Paris em 1797 (para o Museu Napoleão) e em 1815 trazido de volta para a Itália, não para Perugia, mas para o Vaticano.
O retábulo foi encomendado por Leandra Baglioni, viúva de Simone degli Oddi; em Perugia havia diferentes famílias Oddi e degli Oddi, mas as fontes inglesas muitas vezes ignoram isso, incluindo a versão em inglês do site dos Museus do Vaticano.